# Mark A
Mk A «Whippet» (читается, как «Уи́ппет», в дословном переводе с англ. — «Хлыст») — британский лёгкий танк времён Первой мировой войны с пулемётным вооружением.

## История создания
После успехов лёгких танков «Рено» FT-17 среди военных Великобритании распространилось мнение, что необходимо дополнить парк военной техники более лёгкими танками, способными оперативно действовать в тылу противника. Наиболее последовательным приверженцем этой идеи был начальник штаба Королевского танкового корпуса полковник Дж. Фуллер.
В соответствии с теоретическими предпосылками англичане приступили к конструированию среднего танка. У машиностроительной фирмы У. Фостера проект был готов ещё до военного заказа, поэтому танк был изготовлен уже в декабре 1916 года, прошёл испытания в феврале 1917, а в июне военные выдали заказ на 200 машин. В марте первые танки сошли со сборочной линии под названием Mk A. Изначально предполагалось устанавливать на танки вращающиеся башни, однако с их производством возникли проблемы, вследствие чего они были заменены рубками башенного типа.

## Описание
Medium Mk A Whippet развивал скорость 14 км/ч, что более чем вдвое превышало скорость Mk IV, поэтому его неофициально назвали «Уиппет» — «Гончая». Танк имел боевую массу 14 т, был защищён броней в 14 мм и вооружён четырьмя пулемётами; экипаж состоял из трёх человек. Запас хода составлял 130 км.
Два двигателя «Тейлор» мощностью по 45 л. с. были установлены в передней части танка; каждая гусеница приводилась в движение одним двигателем через свою коробку передач — таким образом, танк утрачивал способность передвигаться при отключении даже одного двигателя. Поворот танка осуществлялся либо изменением числа оборотов одного из двигателей, либо путём переключения передачи в одной из коробок передач, либо обоими способами одновременно.
У Medium Mk A Whippet осталась старая подвеска от тяжёлых танков (хотя во Франции уже были танки с мягкой подвеской), поэтому, несмотря на увеличение максимальной скорости, вне шоссе скорость всё равно была низкой.
Несмотря на сложное управление, Medium Mk A Whippet был надёжнее своих предшественников — некоторые танки были способны самостоятельно вернуться в свою часть после боя.

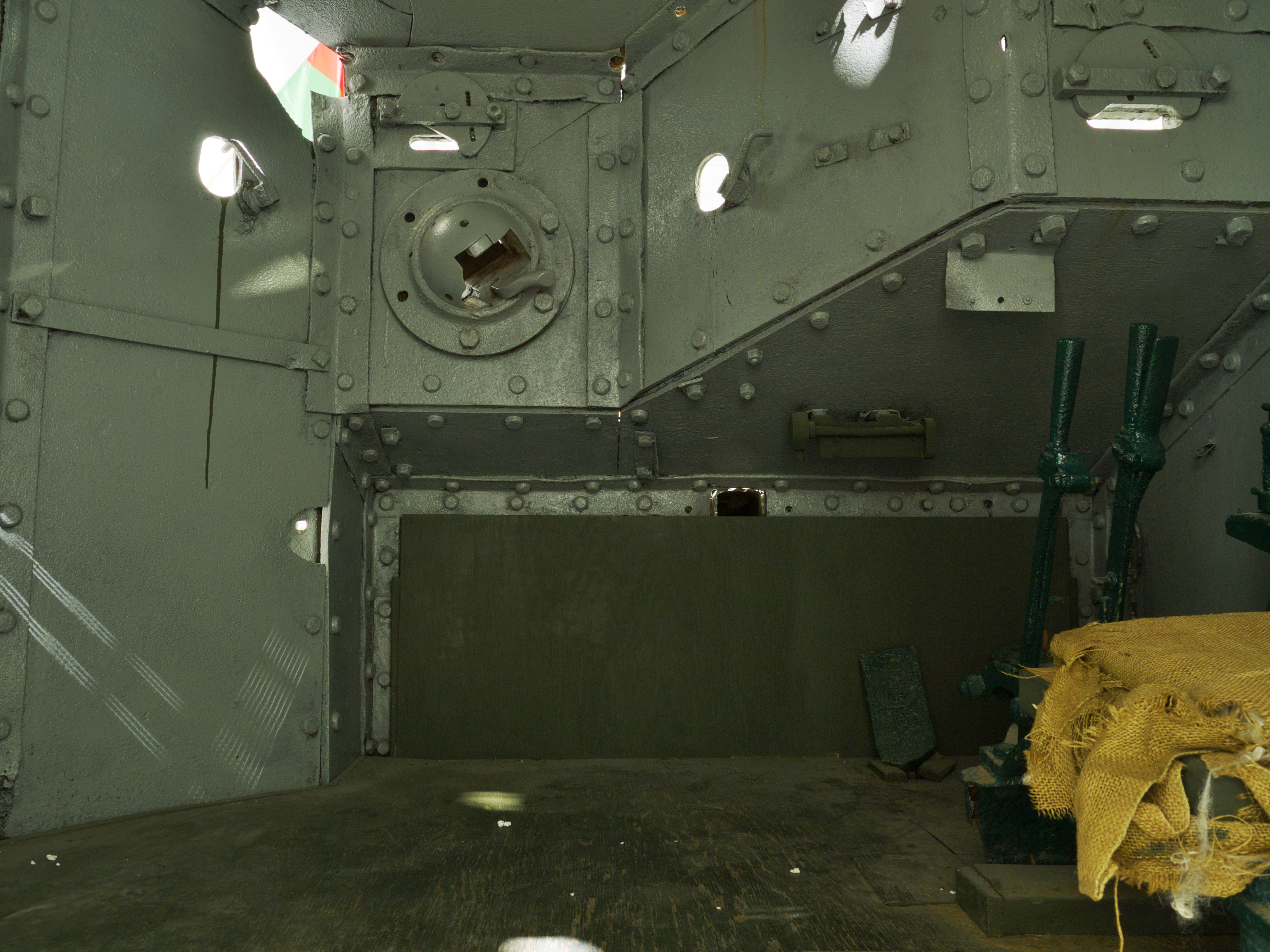

## Боевые действия
В 1918 году в битве под Амьеном в сражении приняли участие 96 танков Mk A. Они впервые в истории танковых войск совершили нечто похожее на оперативный прорыв — оторвавшись от пехоты и сопровождаемые конницей, они провели рейд по тылам немецких войск.

### Гражданская война в России
Mk A состояли на вооружении Кавказской добровольческой армии. Танковый батальон Добровольческой армии принимал участие во взятии Царицына летом 1919 года.

### Другое
Трофейные танки использовались в Германии и Красной Армии. В СССР они использовались до начала 1930-х годов под названием «Тейлор» (по маркировке двигателя, единственной найденной на захваченных образцах машин при отсутствии документации). В начале 1920-х гг. несколько машин доставили в Японию.
Во время весеннего наступления Германии в марте 1918 года очевидна стала неспособность даже лучшего британского тяжелого танка Mark V выстоять в маневренной войне. Было известно, что майор Джонсон, руководитель Центральной мастерской во Франции, уже в 1917 году проводил эксперимент по обеспечению танка Mark IV рессорной подвеской — в отличие от французских и немецких танков, британские были полностью неподрессоренными. Затем он также начал оснащать Whippet листовыми рессорами, новой трансмиссией и гораздо более мощным двигателем, благодаря чему этот танк развивал скорость 50 км/ч. Поскольку в войсках чувствовалась необходимость создания быстроходных танков, Филип Джонсон казался идеальным человеком для разработки нового танка. Ему было присвоено звание подполковника, и в августе его отправили в Англию, чтобы как можно быстрее воплотить свои знания и опыт в боевой танк.
В Великобритании Medium Mk A Whippet служил до конца ПМВ, после чего танки этой модели заменили на Mk B и Mk C.

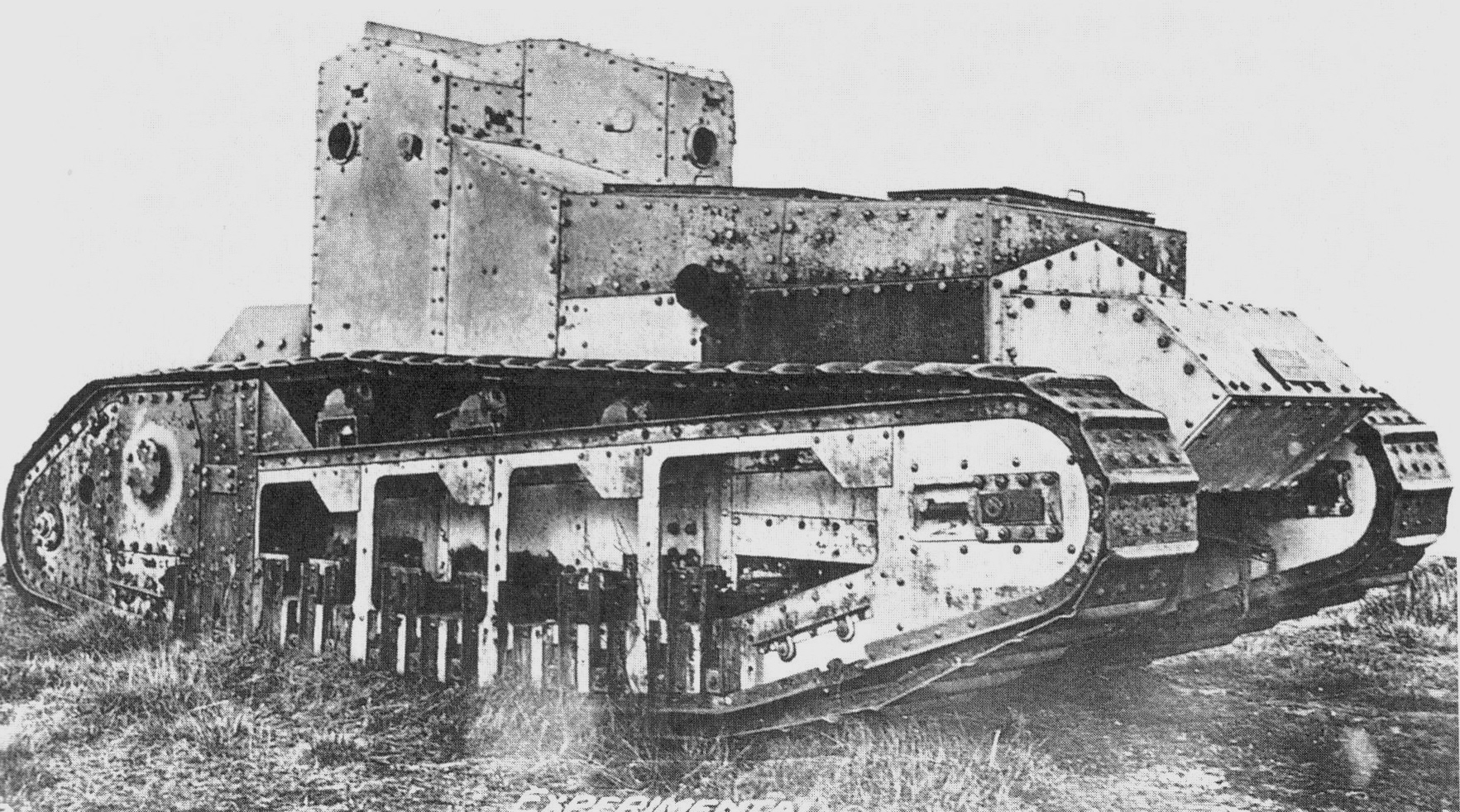
Переделанный Джонсоном Уиппет во второй версии; ясно видно, что он прикрепил к Уиппету заднюю часть танка Mark V, трансмиссию и все остальное.

## Изображения

### Mk AWhippetвГражданской войне в России

Британские танки Мk.V и Мk.А. захваченные Красной Армией в 1919 году возле Новороссийска
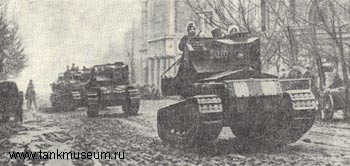
Танки Мk.А., поставленные союзниками Добровольческой Армии

### Другие изображения

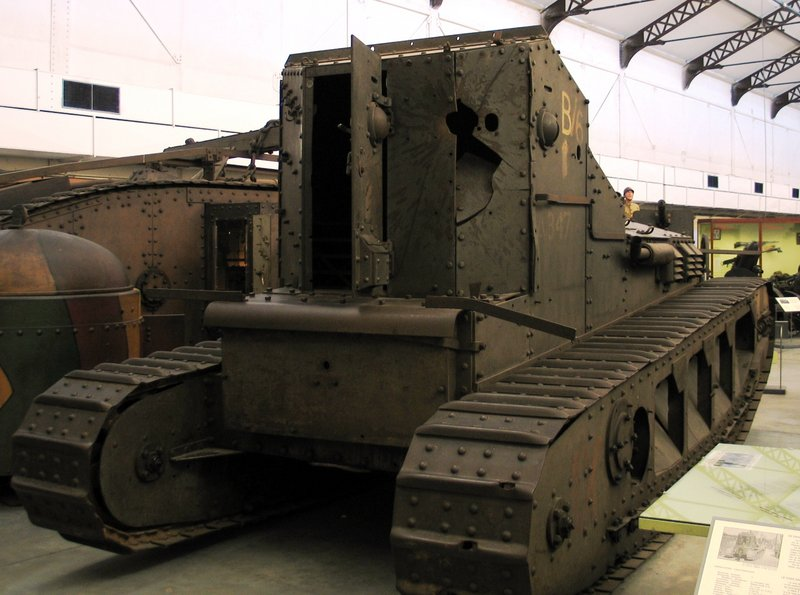
Корма танка, подбитого 17 августа 1918 года, находящегося в музее ВС в Брюсселе
Схема танка Mk A
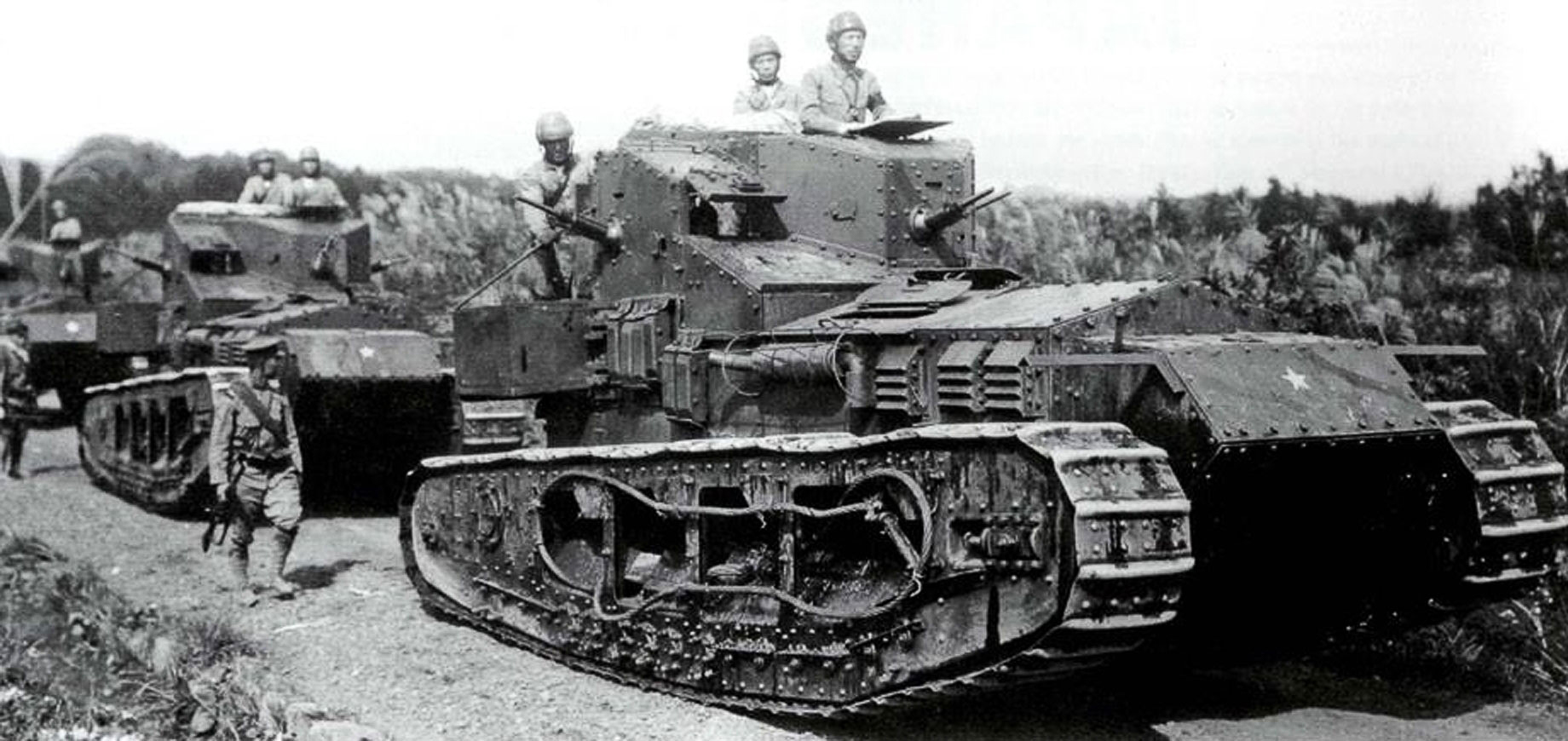
Танки Mk.A «Уиппет» Императорской армии Японии
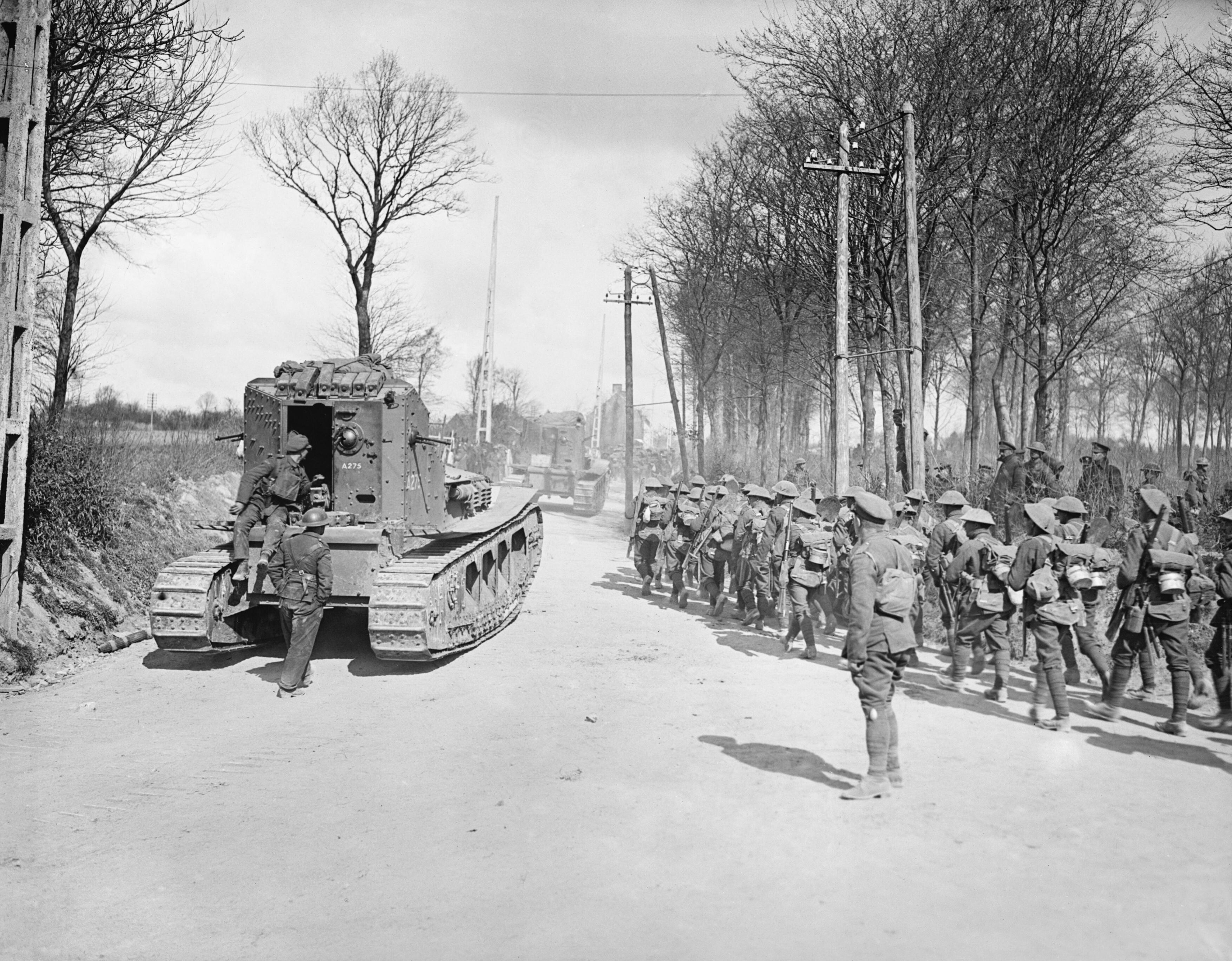
Mk A из 3-го танкового батальона по дороге на фронт в районе Майе-Малли, 26 марта 1918 год

## Видео
https://www.youtube.com/watch?v=e8CVm9iQGuE&feature=related